# CZ 100
CZ 100 — напівавтоматичний пістолет, представлений в 1995 році компанією Česká Zbrojovka. Це була перша зброя CZ, у якій використано синтетичні матеріали. Інша версія цього пістолету під назвою CZ 110 має меншу місткість магазина (7 набоїв 9 мм або 6 набоїв .40).
«CZ100» був повторно представлений у 2000 році під назвою «CZ100B». Він ідентичний у більшості аспектів, за винятком регульованих прицільних пристосувань, роботи курка та ударно-спускового механізму, а також чистішої обробки затвора та зовнішньої сталі.

## Особливості
CZ 100 має ряд важливих особливостей для короткоствольної зброї. Серед них ударно-спусковий механізм лише подвійної дії, що означає, що система стрільби не перебуває під напругою, якщо не натиснути на курок. Є автоматичний запобіжник бойка. Він призначений для зведення однією рукою, має виступ на затворі за отвором для викиду, призначений для натискання на край нерухомої поверхні. Принцип дії пістолета використовує звичайний кулачок Browning. Версія .40 S&W має простий компенсатор. Тактична рейка дозволяє кріпити лазер або ліхтар, але тільки фірмових моделей.

## Характеристики
- Набій: 9 мм Парабелум або .40 S&W
- Довжина: 177 мм
- Ствол: 95 мм
- Вага: 645 г
- Висота: 130 мм[1]
- Ширина: 31 мм[1]
- Радіус огляду: 148 мм[1]
- Нарізи: 6 пазів, правосторонні
- Магазин: 13 набоїв (9 мм) або 10 набоїв (.40), знімний коробчатий
- Роки виробництва: 1995–теперішній час
- Виробник: Česká Zbrojovka a.s., Угерський Брод, Чехія

## Користувачі
- Казахстан: 10 пістолетів були закуплені в 1998 році для Міністерства внутрішніх справ.[2] Ці пістолети використовують тактичні підрозділи поліції[en].